# Marjorie Newell Robb
Marjorie Anne Newell Robb (Lexington, 12 febbraio 1889 – Fall River, 11 giugno 1992) è stata una degli ultimi sopravvissuti del naufragio del Titanic, inabissatosi il 15 aprile 1912; fu anche l'ultima superstite rimanente come passeggera di prima classe.

## Biografia
Marjorie Anne Newell nacque il 12 febbraio 1889, a Lexington, Massachusetts, figlia di Arthur Webster Newell e Mary E. Greeley. Marjorie era di ritorno da un viaggio in Medio Oriente con il padre e la sorella, Madeleine Newell e per questo s'imbarcarono sul Titanic a Cherbourg. La notte in cui la nave entro in collisione con un iceberg, suo padre Arthur si svegliò ed ordinò alle figlie di vestirsi. Giunsero sul ponte ed il padre mise, a malincuore, le figlie sulla lancia di salvataggio n. 6.
Marjorie e Madeleine sopravvissero. Arthur perì nel naufragio ed il suo corpo venne recuperato dalla Mackay-Bennett. Nell'inverno del 1912, Amos Taylor & Robert Goodwin presentarono Mary Newell, madre di Marjorie, alla Oceanic Steam Navigation Company per il risarcimento di 110400 $: per la perdita del marito 110000 $ e per la perdita di beni personali 400 $.
Marjorie Newell sposò Robb Floyd nel 1917 ed insieme ebbero quattro figli. Uno dei suoi figli fu chiamato Arthur, in onore del padre. Marjorie insegnò musica alla Wells College di Aurora, New York, per molti anni ed insegnò violino e pianoforte a South Orange, New Jersey. Divenne poi una dei fondatori del New Jersey Symphony Orchestra. La signora Robb visse i suoi ultimi anni a Fall River, Massachusetts. Durante questo periodo, cominciò a parlare delle sue esperienze sul Titanic. Partecipò a numerose conferenze sulla International Society Titanic e sulla Titanic Historical Society, dove ha raccontato la sua storia a molti appassionati. Marjorie Newell Robb morì la notte dell'11 giugno 1992. Aveva 103 anni ed era, dopo Mary Davies Wilburn, la più longeva di tutti i sopravvissuti del Titanic.